# Co Bergman

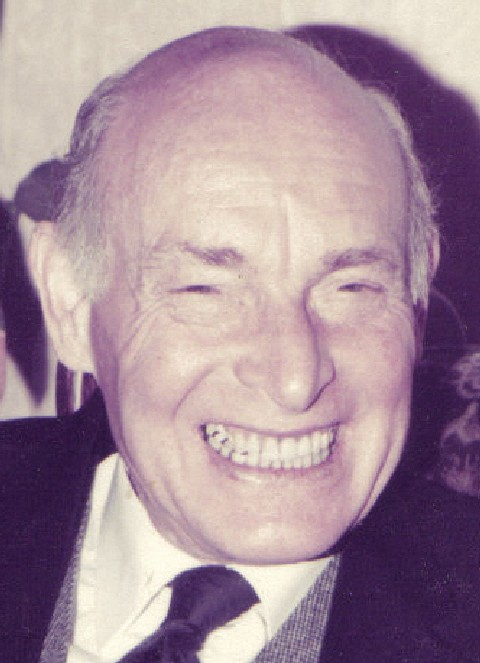
Co Bergman

Jacobus Frederik Theodorus Bergman, genannt Co oder Ko Bergman (* 16. Dezember 1913 in Amsterdam; † 19. November 1982 in Hellendoorn) war ein niederländischer Fußballspieler. Der Stürmer spielte in den 1930er und 1940er Jahren für Blauw-Wit Amsterdam und wurde in dieser Zeit achtmal in die Nationalmannschaft berufen.

## Vereinskarriere
Schon als 17-Jähriger spielte Bergman in der ersten Elf von Blauw-Wit. Der rothaarige Spieler mit dem gebeugten Rücken spielte die öffnenden Pässe im Angriff. Elfmeter waren die Spezialität des linken Halbstürmers, er schoss sie wie 30 Jahre später Johan Neeskens, meist halbhoch links. 369 Ligaspiele, fast alle in der höchsten Spielklasse, machte er für Blauw-Wit – ein Vereinsrekord – ehe er sich 37-jährig 1951 vom aktiven Fußballsport zurückzog. Er führte anschließend seinen eigenen Tabakwarenladen in Amsterdam.

## Nationalmannschaft
Bergman war 22, als die Auswahlkommission des KNVB auf ihn aufmerksam wurde. Am 1. November 1936 stand er im Kader der Elftal, blieb aber beim 3:3 gegen Norwegen auf der Bank. Es dauerte fast genau ein Jahr, bis er erstmals im Oranje-Trikot auflaufen durfte: am 31. Oktober 1937 stand er in seiner Heimatstadt gegen Frankreich, als Nachfolger Joop van Nellens, in der Startformation der Niederländer. Frankreich gewann 3:2; die zwei niederländischen Tore erzielte Kick Smit. Die Auswahlkommission und Bondscoach Bob Glendenning schenkten Berghuis aber auch im nächsten Match gegen Luxemburg ihr Vertrauen. Oranje gewann 4:0; die Tore machte jedoch nicht Bergman, sondern erneut Smit und dreimal Piet de Boer. Bergman musste nun fast zweieinhalb Jahre auf den nächsten Einsatz für sein Land warten; nachdem zunächst Kees Mijnders seine Position übernommen hatte, kam zwei Spiele später Bertus de Harder ins Team. Nur noch einmal durfte Bergman vor der Besetzung durch die Deutschen auflaufen, beim 4:5 gegen Luxemburg, der so genannten „Schande von Rotterdam“, dem Spiel, in dem Abe Lenstra und vier weitere Spieler neben ihm debütierten.
Der Krieg verhinderte zunächst weitere Einsätze Bergmans für sein Land. Doch als am 10. März 1946 das erste Nachkriegs-Länderspiel ausgetragen wurde, war er wieder dabei. Erneut ging es gegen Luxemburg, diesmal in der Hauptstadt des Großherzogtums, und diesmal gewannen die Niederlande; zum 6:2 trug Bergman ein Tor bei (vier erzielte Faas Wilkes, eins Kees Rijvers). Im kommenden Jahr machte er noch vier Spiele für die Elftal, darunter das berüchtigte 2:8 in Huddersfield gegen Gastgeber England, bei dem er einen der niederländischen Treffer erzielte, und ein 2:1-Sieg gegen Belgien, bei dem er für beide Tore verantwortlich war. In seinem letzten Spiel stand er, wie bei seinem Debüt, gegen Frankreich auf dem Platz, diesmal auswärts: in Colombes verlor sein Team 0:4. Nach acht Spielen mit fünf Treffern ging damit seine internationale Karriere zu Ende.